# Un nido di nobili
Un nido di nobili è un romanzo dello scrittore russo Ivan Sergeevič Turgenev. Fu pubblicato per la prima volta nel 1859 sulla rivista Sovremennik.

## Trama
Fedor Ivanyč Lavreckij appartiene ad un'antica famiglia nobiliare. Riceve una dura educazione, che comprende il disprezzo per il genere femminile. A ventitré anni s'iscrive alla Facoltà di Fisica e Matematica e una sera, a teatro, vede una fanciulla in un palco, Varvara Pavlovna; ne resta profondamente colpito, riesce a farsi presentare, si fidanza e la sposa.

Seguono anni felici, fino a quando trova un foglietto del suo amante e allora ha un attacco di vertigini, il pavimento ondeggia sotto i suoi piedi, scoppia in pianto. Si era fidato ciecamente della moglie, non aveva mai pensato alla possibilità di un tradimento. Vaga a piedi tutto il giorno e tutta la notte. Poi parte per l'Italia.
Anche Varvara parte per l'Europa, cadendo sempre più in basso. Dopo quattro anni Lavreckij ritorna in Russia. Presso i Kalitin incontra Elizaveta Michajlovna, detta Liza, una creatura che si sta affacciando alla vita e che va a messa con guanti e cappellino. Tra i due spunterà una tenera amicizia, per cui Liza risponderà con un rifiuto alla proposta di matrimonio di Vladimir Nikolaic Pansin, che era un ottimo partito. Anche Christofor Teodor Gottlieb Lemm, che è un vecchio tedesco, amante della musica, precettore, non stima Vladimir Nikolaic Pansin.
Quando un giornale scandalistico riporta la notizia della morte di Varvara Pavlovna, sembra che l'amore di Liza e Lavreckij possa trionfare, ma Varvara è viva, ritorna, implora e ottiene il perdono di Lavreckij, ma non la riconciliazione.

Varvara per qualche anno alloggerà nella elegante tenuta principale di Lavriki, consolata da Vladimir Nikolaic Pansin, poi tornerà a Parigi, sempre dissoluta. Mentre Lavreckij abiterà nella modesta casa di campagna di Vasil'evskoe.
Liza entrerà in convento, in un angolo remoto della Russia.

## Edizioni italiane
- Ivan Turghenjev, Nido di nobili, traduzione di Maria Karklina, Collezione Il Genio Russo, Torino, Slavia, 1931.
- Ivan Turghenjev, Nido di nobili, traduzione di Leone Ginzburg, Collezione I Grandi Scrittori Stranieri, Torino, UTET, 1932. - Collana I Pomeriggi a cura di Natalia Ginzburg, Emme Edizioni, 1975; Milano, TEA, 1988, ISBN 978-88-781-9010-8; Collana Biblioteca, Roma, Elliot, 2015, ISBN 978-88-619-2980-7.
- Ivàn Turghènjev, Nido di nobili, traduzione di Maria Miro, Milano, Edizioni A. Barion, 1935. - Un nido di nobili, Milano, Garzanti, 1975, pp.147.
- Un nido di nobili, a cura di Renato Giani, Collana Universale n.15, Bologna, Cappelli, 1958.
- Ivan Turgheniev, L'angelo della steppa, traduzione di Valentina Bianconcini, Bologna, Casa Editrice Capitol, 1964,  p. 224.
- Ivan Turgenev, Nido di nobili, traduzione di Lorenzo Rosi, Collana I libri del sabato n.10, Roma, Gherardo Casini Editore, 1965. - Milano, Arnoldo Mondadori Editore, 1996, ISBN 88-04-41849-4, pp.201.
- Ivan Turgheniev, Un nido di nobili, traduzione di Licia Brustolin, Milano, Alberto Peruzzo Editore, 1986,  p. 191.
- Nido di nobili. Fumo, traduzione di Francesca Gori, a cura di Giuseppe Garritano, Roma, Editori Riuniti, 1989.
- Nido di nobili, traduzione di Maria Rosaria Fasanelli, Prefazione di Fausto Malcovati, Collana I grandi libri, Milano, Garzanti, 2000, ISBN 978-88-110-0073-0.
- Nido di nobili, traduzione di Erica Klein, Introduzione di Damiano Rebecchini, Collana Classici moderni, Milano, BUR-Rizzoli, 2022,  p. 240, ISBN 978-88-171-6199-2.